# Selezioni giovanili della nazionale femminile di pallacanestro della Repubblica Ceca
Le selezioni giovanili della nazionale di pallacanestro femminile della Repubblica Ceca, sono state gestite dalla Federazione cestistica della Repubblica Ceca e partecipavano ai tornei cestistici internazionali femminili per squadre nazionali, limitatamente a specifiche classi d'età.

## Under-21
Rappresenta le migliori giocatrici di nazionalità ceca di età non superiore ai 21 anni. Partecipa a tutte le manifestazioni internazionali giovanili di pallacanestro per nazioni gestite dalla FIBA.

### Partecipazioni
Mondiali Under-21
- 2003 - 9°

 Rep. Ceca under 21 - Campionato mondiale femminile di pallacanestro Under-21 20034 Sedláčková, 5 Vlková, 6 Zohnová, 7 Kučerová, 8 Uhrová, 9 Maňáková, 10 Ondřejová, 11 Brantlová, 12 Větrovcová, 13 Kulichová, 14 Rejchová, 15 Burgrová,        All. -

## Under-20
Rappresenta le migliori giocatrici di nazionalità ceca di età non superiore ai 20 anni. Partecipa a tutte le manifestazioni internazionali giovanili di pallacanestro per nazioni gestite dalla FIBA.

### Partecipazioni
FIBA EuroBasket Under-20
- 2000 -  2°
- 2002 -  1°
- 2004 -  3°
- 2005 - 10°
- 2006 - 10°

- 2007 - 14°
- 2008 - 10°
- 2009 - 15°
- 2014 - 11°
- 2015 - 15°

- 2019 - 9°
- 2022 -  2°
- 2023 - 14°

## Under-19
Rappresenta le migliori giocatrici di nazionalità ceca di età non superiore ai 19 anni. Partecipa a tutte le manifestazioni internazionali giovanili di pallacanestro per nazioni gestite dalla FIBA.

### Partecipazioni
Mondiali Under-19
- 1997 - 6°
- 2001 -  1°
- 2007 - 7°
- 2009 - 10°
- 2021 - 6°

- 2023 - 7°

 Rep. Ceca under 19 - Campionato mondiale femminile di pallacanestro Under-19 19974 Večeřová, 5 Soukupová, 6 Voračková, 7 Tinklová, 8 Machová, 9 Hůlková, 10 Vojtová, 11 Čiperová, 12 Opluštilová, 13 Blahůšková, 14 Šišková, 15 Macková,        All. -
 Rep. Ceca under 19 - Campionato mondiale femminile di pallacanestro Under-19 20014 Kysilková, 5 Štefková, 6 Maňáková, 7 Šafránková, 8 Uhrová, 9 Veselá, 10 Hamouzová, 11 Brantlová, 12 Špírková, 13 Vítečková, 14 Rejchová, 15 Hartigová,        All. -
 Rep. Ceca under 19 - Campionato mondiale femminile di pallacanestro Under-19 20074 Kotlanová, 5 Müllerová, 6 Giacintová, 7 Štěpánová, 8 Hindráková, 9 Hejdová, 10 Březinová, 11 Elhotová, 12 Benešová, 13 Bartoňová, 14 Šípová, 15 Ovsíková,        All. -
 Rep. Ceca under 19 - Campionato mondiale femminile di pallacanestro Under-19 20094 Kušlitová, 5 Záplatová, 6 Zavázalová, 7 Skutilová, 8 Elhotová, 9 Bartoňová, 10 Stará, 11 Bartáková, 12 Rosenbaumová, 13 Hanušová, 14 Březinová, 15 Sládková,        All. -
 Rep. Ceca under 19 - Campionato mondiale femminile di pallacanestro Under-19 20211 Zeithammerová, 2 Finková, 3 Paurová, 5 Hynková, 7 Malíková, 8 Kubíčková, 11 Fišerová, 13 Stloukalová, 14 Pokorná, 15 Vydrová, 17 Brejchová, 24 Kadlecová,        All. Romana Ptáčková

## Under-18
Rappresenta le migliori giocatrici di nazionalità ceca di età non superiore ai 18 anni. Partecipa a tutte le manifestazioni internazionali giovanili di pallacanestro per nazioni gestite dalla FIBA.
Nel corso degli anni questa selezione ha subito alcuni cambiamenti nel nome, dovuti agli adeguamenti nelle normative della FIBA in fatto di classificazione delle categorie giovanili.
Agli inizi la denominazione originaria era Nazionale Cadette, in quanto la FIBA classificava le fasce di età dai 16 ai 18 anni con la denominazione "cadette". Dal 2000, la FIBA ha modificato il tutto, equiparando sotto la dicitura under 18, sia denominazione che fasce di età. Da allora la selezione ha preso il nome attuale.
Fino al 1992, le atlete ceche, hanno militato nella nazionale di categoria cecoslovacca.

### Partecipazioni
FIBA EuroBasket Under-18
- 1994 - 10°
- 1996 -  3°
- 1998 - 4°
- 2000 -  2°
- 2002 -  3°

- 2005 - 4°
- 2006 - 4°
- 2007 - 6°
- 2008 -  3°
- 2009 - 4°

- 2010 - 14°
- 2011 - 9°
- 2012 - 13°
- 2013 - 11°
- 2014 - 11°

- 2015 - 6°
- 2016 - 13°
- 2017 - 4°
- 2018 - 6°
- 2019 - 8°

- 2022 - 6°
- 2023 - 14°

## Under-17
Rappresenta le migliori giocatrici di nazionalità ceca di età non superiore ai 17 anni. Partecipa a tutte le manifestazioni internazionali giovanili di pallacanestro per nazioni gestite dalla FIBA.

### Partecipazioni
- 2014 - 4°
- 2016 - 5°

## Under-16
Rappresenta i migliori giocatori di nazionalità ceca di età non superiore ai 16 anni. Partecipa a tutte le manifestazioni internazionali giovanili di pallacanestro per nazioni gestite dalla FIBA.
Nel corso degli anni questa selezione ha subito alcuni cambiamenti nel nome, dovuti agli adeguamenti nelle normative della FIBA in fatto di classificazione delle categorie giovanili.
Agli inizi la denominazione originaria era Nazionale Allieve, in quanto la FIBA classificava le fasce di età dai 16 ai 18 anni con la denominazione "allieve". Dal 2000, la FIBA ha modificato il tutto, equiparando sotto la dicitura under 18, sia denominazione che fasce di età. Da allora la selezione ha preso il nome attuale.
Fino al 1992, le atlete ceche hanno militato nella nazionale di categoria cecoslovacca.

### Partecipazioni
FIBA EuroBasket Under-16
- 1995 - 8°
- 1997 -  2°
- 1999 - 11°
- 2001 - 4°
- 2003 - 7°

- 2004 - 6°
- 2005 - 7°
- 2006 -  2°
- 2007 -  3°
- 2008 - 11°

- 2009 - 8°
- 2010 - 9°
- 2011 - 10°
- 2012 - 6°
- 2013 -  2°

- 2014 -  2°
- 2015 -  1°
- 2016 - 7°
- 2017 - 9°
- 2018 -  2°

- 2019 - 7°
- 2022 - 12°
- 2023 - 14°